# Franz Pacher (Unternehmer)

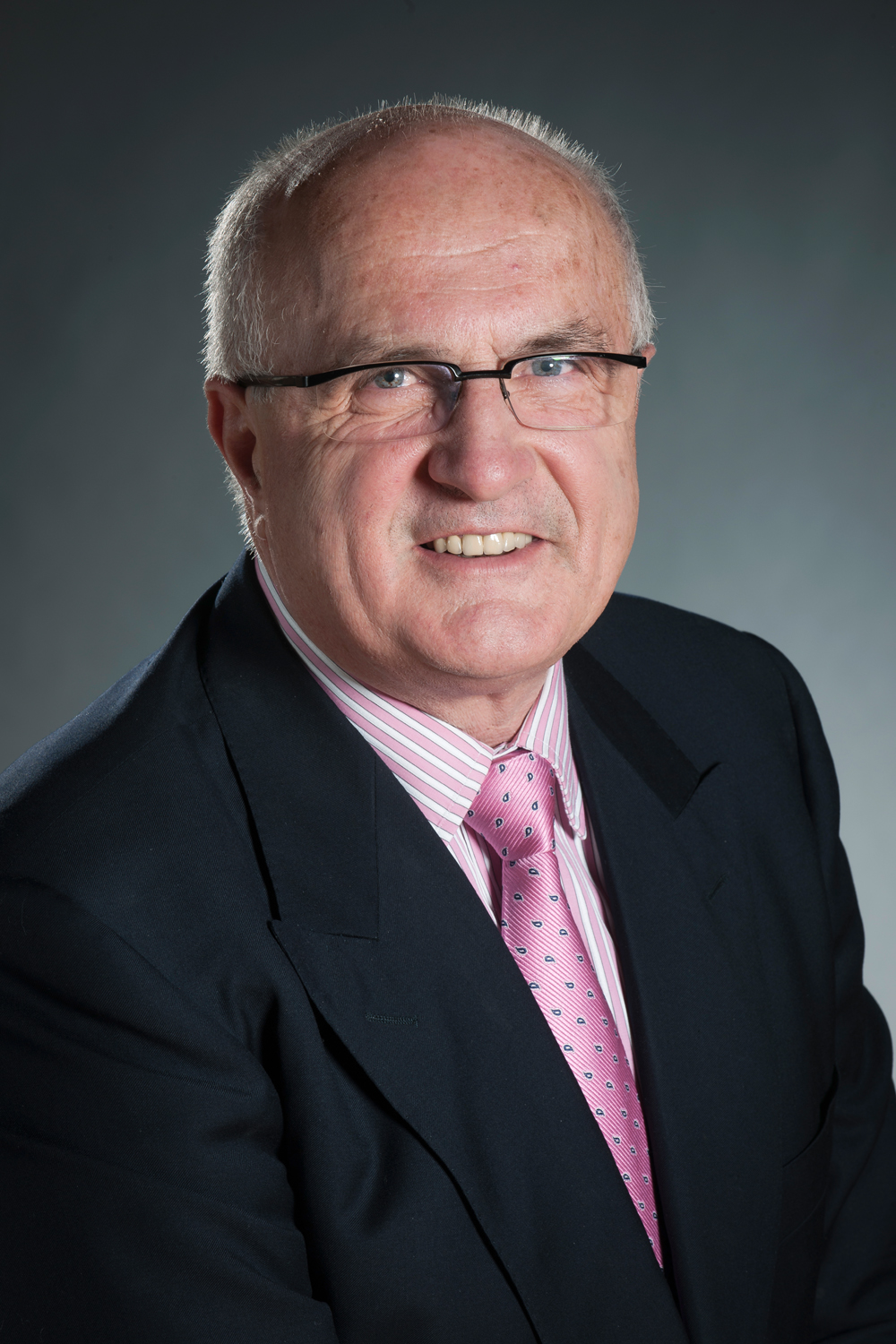
Porträt Franz Pacher (2014)

Franz Pacher (* 16. April 1950 in Villach) ist ein österreichischer Unternehmer und ehemaliger Präsident der Wirtschaftskammer Kärnten.

## Ausbildung
Franz Pacher besuchte in den Jahren 1960 bis 1964 die Hauptschule in Klagenfurt.
Von 1964 bis 1967 war er Schüler der Handelsschule Villach, bevor er eine Bäckerlehre in der Bäckerei Haidenthaller in Salzburg begann. Diese schloss er 1970 ab. Im Jahr 1972 legte er erfolgreich die Meisterprüfung ab.

## Berufliche Laufbahn

### Elterlicher Betrieb
Nach seiner Meisterprüfung im Jahr 1972 übernahm er den elterlichen Betrieb in Villach. Dieser wurde bereits 1884 von seiner Urgroßmutter Maria Pacher gegründet und bestand sowohl aus einer Mühle als auch aus einer Schwarzbrotbäckerei.
Franz Pacher baute den traditionellen Familienbetrieb zu einer modernen Bäckerei mit sechs Standorten aus. Da eine Betriebsfortführung innerhalb der Familie nicht möglich war, trennte er sich von diesem Unternehmen im Jahr 1995.
Er ist jedoch weiterhin Eigentümer der „Café-Bäckerei Franz Pacher“ in Villach.

### Wirtschaftskammer Kärnten

#### Anfänge
Im Jahr 1975 engagierte er sich erstmals in der Interessenvertretung der gewerblichen Wirtschaft, vorerst als Mitglied in der Landesinnung der Bäcker. Aufgrund seines Einsatzes für seine Berufskollegen wurde er vier Jahre später mit der Funktion des Innungsmeister-Stellvertreters der Landesinnung der Bäcker betraut.

Franz Pacher erkannte früh die Notwendigkeit einer starken Interessenvertretung für die heimischen Gewerbebetriebe. Logische Konsequenz davon war sein Wechsel in das Sektionspräsidium der Sparte Gewerbe und Handwerk. In den Jahren 1993 bis 1999 stand er der Sektion Gewerbe und Handwerk der Wirtschaftskammer Kärnten als Sektionsobmann vor. Seine Aufgaben sah Pacher vor allem darin, für die Gewerbebetriebe in Kärnten ein unternehmerfreundliches Umfeld zu schaffen, sie mit aktuellem Know-how vertraut zu machen und ihnen bestmögliche Serviceleistungen zu bieten.

#### Präsident der Wirtschaftskammer Kärnten
Aufgrund dieser erfolgreichen Sparten-Tätigkeit wurde Bäckermeister Franz Pacher am 9. Juni 1999 das Amt des Präsidenten der Wirtschaftskammer Kärnten übertragen. Dieses Amt hatte er über drei Amtsperioden bis ins Jahr 2014 inne.

##### Projekte und Errungenschaften
Während seiner Amtszeit als Präsident der Wirtschaftskammer Kärnten prägte Franz Pacher den Wirtschaftsstandort Kärnten maßgeblich mit. Durch die Initiierung und Durchführung zahlreicher Projekte schaffte er den Ausbau der Interessenvertretung zu einem modernen Dienstleistungsunternehmen.
Wirtschaftsförderungsinstitut|
Hier nur eine Auswahl der unter seiner Präsidentschaft initiierten und umgesetzten Projekte:
- Errichtung des Wifi-Technikzentrums, Klagenfurt
- Errichtung Silicon Wifi, Klagenfurt
- Aus- und Umbau der Bezirksstellen Völkermarkt, Wolfsberg und Spittal/Drau
- Errichtung des europaweit einzigartigen Test- und Ausbildungszentrums (TAZ)[1][2] zur Berufsorientierung für Jugendliche
- Offensive für Unternehmertum
- Ausbau der Dienstleistungsqualität der Wirtschaftskammer Kärnten durch die Errichtung des Servicezentrums und der Business-Lounge
- regelmäßige Durchführung von Befragungen der WK-Mitglieder
- Förderung für Unternehmensberatungen
- Initiierung Exportoffensive[3]
- Unternehmerschutzpaket (Rechtsschutzpaket für Unternehmer)

### Politische Funktionen
Franz Pacher übernahm im Laufe der Jahre auch politische Funktionen in Kärnten.
Von 1985 bis 1996 war er Stadtrat im Stadtsenat Villach. Während dieser Zeit war er auch gleichzeitig von 1985 bis 1995 Stadtparteiobmann der ÖVP Villach.
Seit dem Jahr 2000 ist Franz Pacher auch Obmann des Wirtschaftsbund Kärnten.
Seit 2007 ist er Obmann-Stellvertreter im Österreichischen Wirtschaftsbund.

## Auszeichnungen und Ehrungen
- Großes Goldenes Ehrenzeichen des Landes Kärnten
- Große Goldene Ehrenmedaille der Wirtschaftskammer Österreich[5]
- Kommerzialratstitel
- 2009: Einspieler-Preis[6]

## Soziales Engagement
Franz Pacher engagiert sich außerdem als Mitglied der Freiwilligen Feuerwehr Villach-Fellach und der Bauerngman Villach, einem gemeinnützigen Verein zur Förderung des Brauchtums und zur Unterstützung von in Not geratenen Villacher Bürgern.